# Dendrobium isthmiferum
Dendrobium isthmiferum är en orkidéart som beskrevs av Johannes Jacobus Smith. Dendrobium isthmiferum ingår i släktet Dendrobium, och familjen orkidéer. Inga underarter finns listade i Catalogue of Life.